# 블러드 파이터
《블러드 파이터》(No Exit)는 캐나다에서 제작된 다미안 리 감독의 1995년 액션 영화이다. 제프 윈콧 등이 주연으로 출연하였고 다미안 리 등이 제작에 참여하였다.

## 출연

### 주연
- 제프 윈콧
- 가이레인 세인트 온지
- 리처드 피츠패트릭

### 조연
- 데이빗 캠벨

## 기타
- 공동제작: 줄리안 그랜트
- 미술: 존 길리스피
- 의상: 주디스 잉글랜드
- Ass-PD: 존 브래드쇼
- Ass-PD: 존 길리스피
- Ass-PD: 제프 윈콧
- 연출: 다미안 리
- 배역: 마조리 렉커